# Acacia heterophylla
Acacia heterophylla é uma espécie de leguminosa do gênero Acacia, pertencente à família Fabaceae.

## Descrição
Ela cresce principalmente nas alturas até 1500 metros com precipitaçőes regulares (ao minimo 1500 mm ao ano) e temperaturas regulares (+11-17 °C).
A madeira tem uma densidade de 600 à 700 kg/m³ e é utilisada na construção para telhas e na fabricação de móveis.
No passado também fui utilzado na construção naval.

## Distribuição
- Reunião (endémico)
- Mauricio (incerto)
- India (introduito)
- Madagascar (introduito) [2]

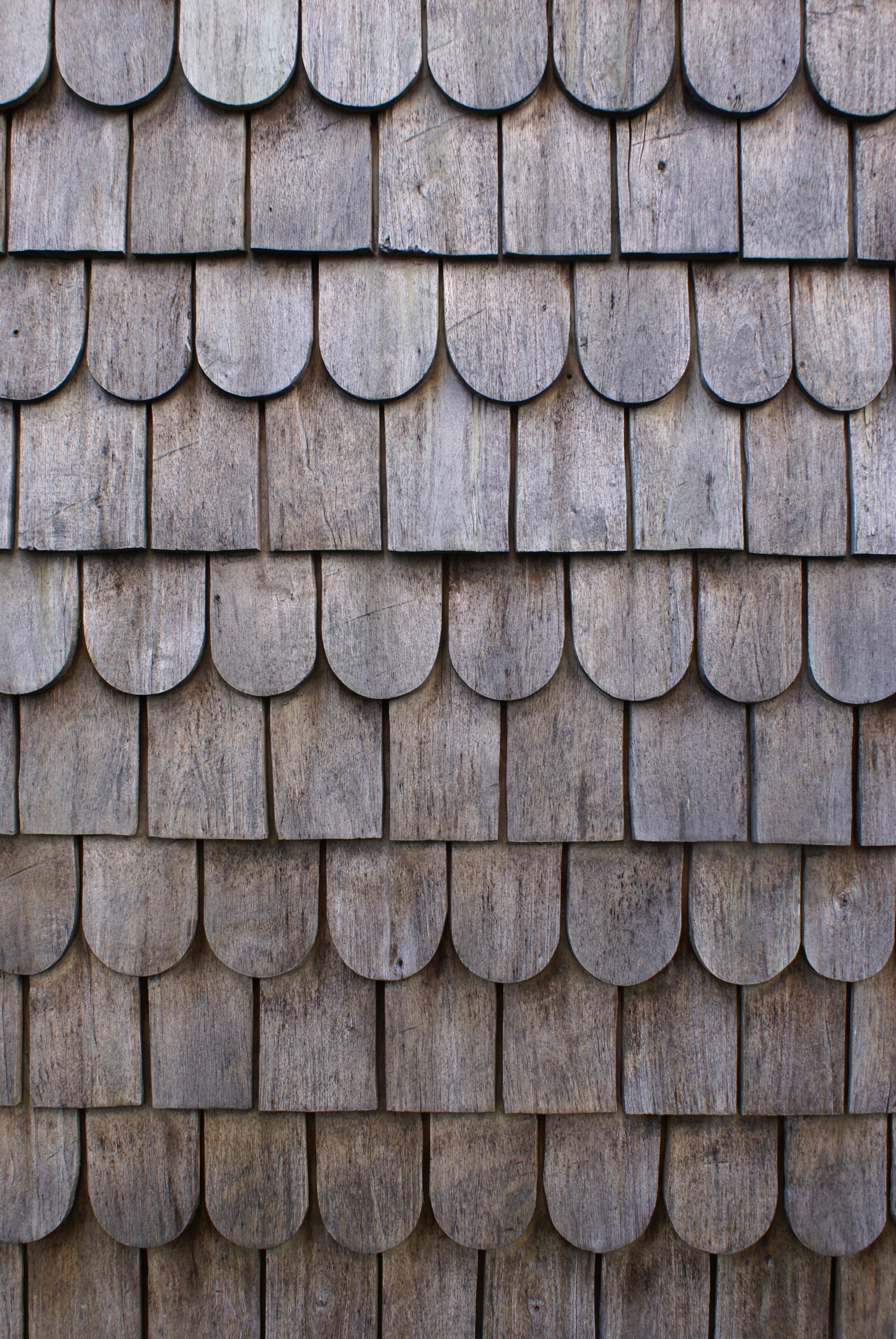
Telhas em madeira
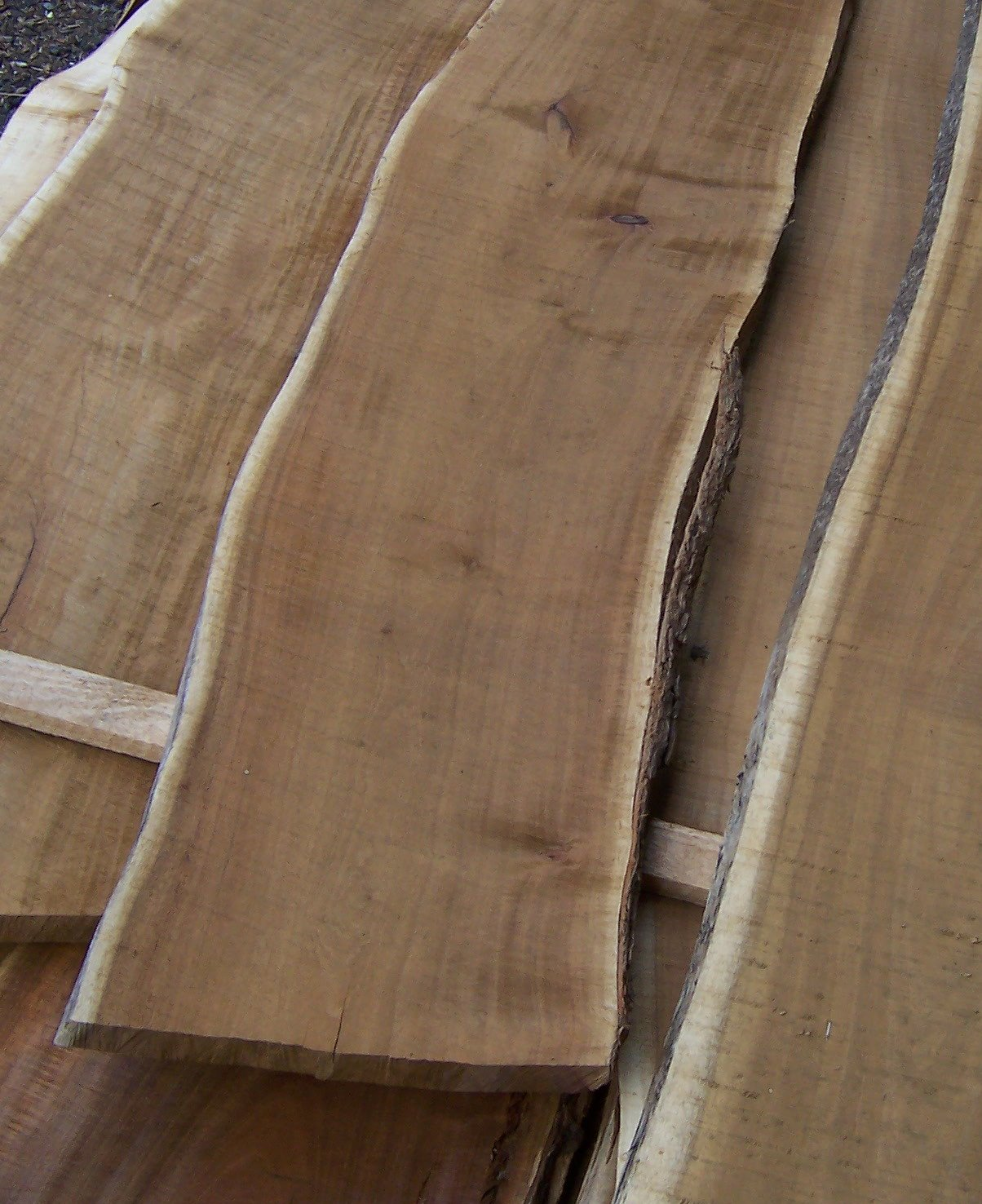
pranchas
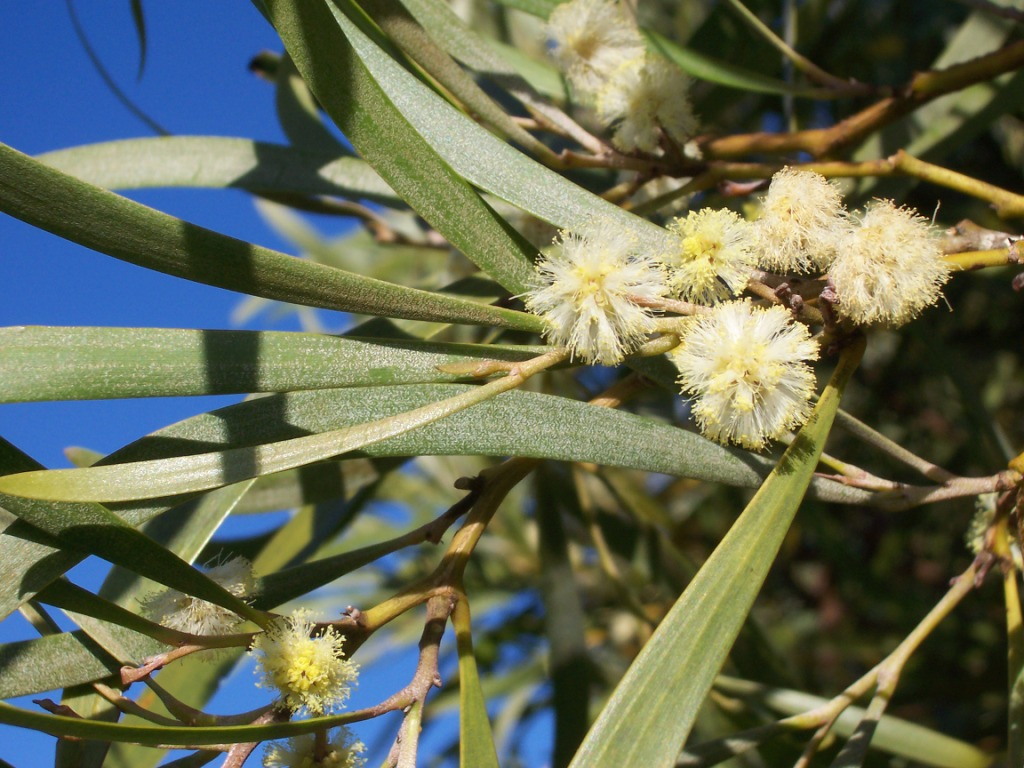
Floras da Acacia heterophylla
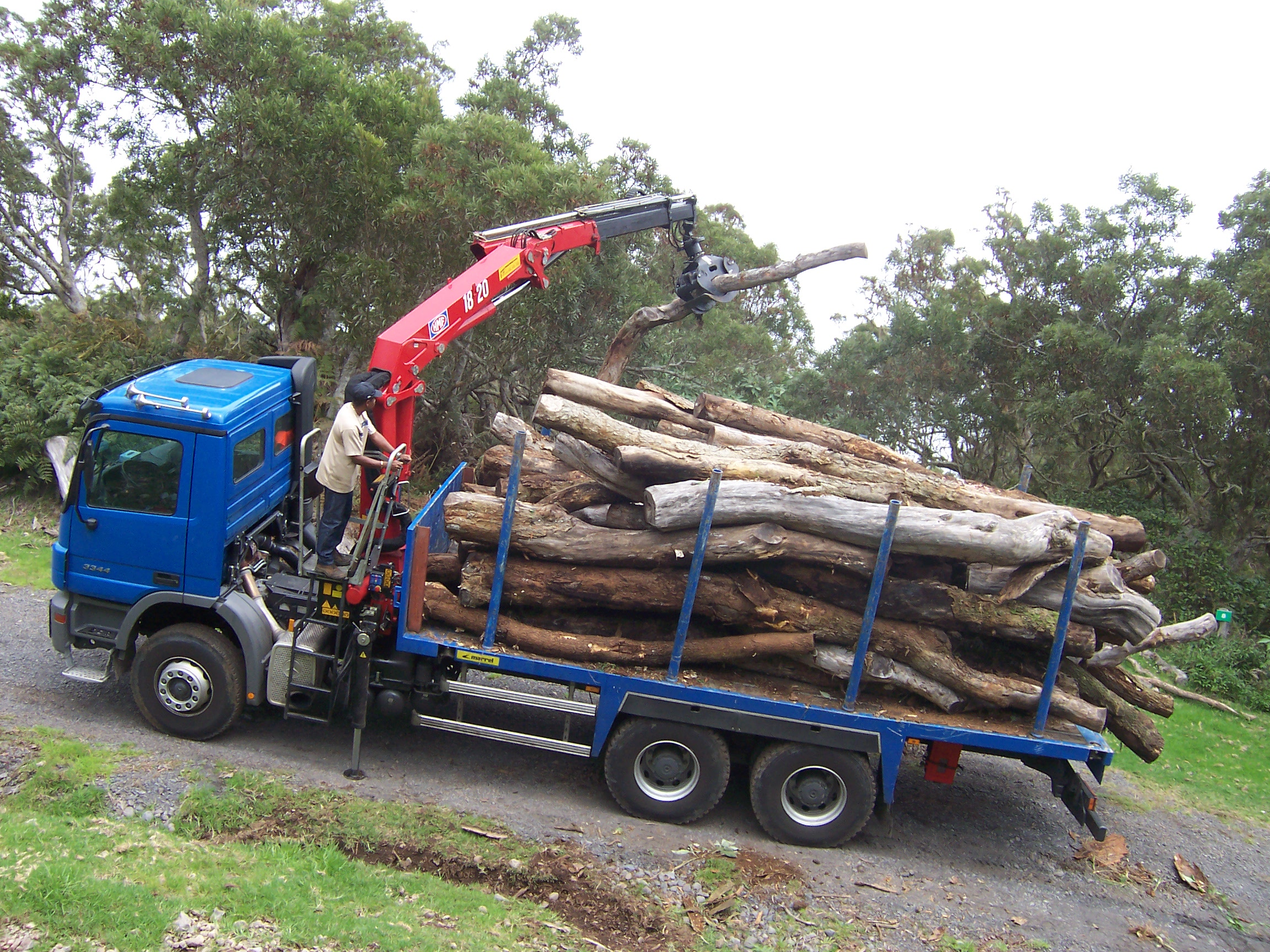
troncos